# Досконалий світ
Досконалий світ (яп. パーフェクトワールド, Pafekuto Warudo) — серія манґи, написана та проілюстрована Ріє Аруґою. Випускалася в японському журналі Kiss видавництва Kodansha з лютого 2014 по січень 2021 року. В Україні випускається видавництвом Nasha idea.
У 2018 та 2019 роках серіал адаптували до ігрового фільму та телевізійної драми. Серіал також мав схвальні відгуки критиків і отримав премію Kodansha Manga Award у категорії сьодзьо у 2019 році.

## Сюжет
На діловій зустрічі на 26-річну Цуґумі Кавану чекає найбільший сюрприз у її житті: вона зустрічається з Іцукі Аюкавою, колишнім шкільним другом і першим коханням. Вона радіє, що Аюкава зміг здійснити свою мрію стати архітектором, а вона сама отримала стабільну роботу в компанії, що займається дизайном інтер'єрів. Згадуючи минуле, Цуґумі шокована, коли дізнається, що Аюкава мусить пересуватися на інвалідному візку після нещасного випадку, який пошкодив його спинний мозок.
Цуґумі знає, що зустрічатися з людиною з інвалідністю — складна справа; крім того, вона не хоче руйнувати дружбу з Аюкавою, який відмовляється від романтичних стосунків з будь-ким. Однак, коли вона починає більше спілкуватися з ним і дізнається про його стан, Цуґумі розуміє, що її почуття до нього, можливо, не зникли повністю.

## Медіа

### Манґа
Манґа написана та проілюструвана Ріє Аруґою. Випуск почався в лютому 2014 року в журналі Kiss. У квітні 2019 року авторка повідомила, що серіал переходить до фінального етапу. Манґа закінчилася 25 січня 2021 року. Kodansha видали її в 12 томах.
У лютому 2018 року Kodansha USA оголосили про ліцензування серіалу англійською мовою в цифровому вигляді. На виставці Anime Expo 2019 вони анонсували друкований випуск. Манґа також ліцензована видавництвом M&C! в Індонезії і Nasha idea в Україні.

#### Список томів
| №  | Японською         | Японською              | Українською   | Українською            |
| №  | Дата виходу       | ISBN                   | Дата виходу   | ISBN                   |
| -- | ----------------- | ---------------------- | ------------- | ---------------------- |
| 1  | 13 лютого 2015    | ISBN 978-4-06-340948-2 | березень 2025 | ISBN 978-617-8396-74-9 |
| 2  | 12 серпня 2015    | ISBN 978-4-06-340962-8 | —             | —                      |
| 3  | 11 березня 2016   | ISBN 978-4-06-340980-2 | —             | —                      |
| 4  | 13 вересня 2016   | ISBN 978-4-06-340995-6 | —             | —                      |
| 5  | 13 березня 2017   | ISBN 978-4-06-398014-1 | —             | —                      |
| 6  | 13 вересня 2017   | ISBN 978-4-06-398032-5 | —             | —                      |
| 7  | 13 квітня 2018    | ISBN 978-4-06-511136-9 | —             | —                      |
| 8  | 13 вересня 2018   | ISBN 978-4-06-513184-8 | —             | —                      |
| 9  | 13 березня 2019   | ISBN 978-4-06-514897-6 | —             | —                      |
| 10 | 13 листопада 2019 | ISBN 978-4-06-517686-3 | —             | —                      |
| 11 | 12 серпня 2020    | ISBN 978-4-06-520542-6 | —             | —                      |
| 12 | 12 березня 2021   | ISBN 978-4-06-522785-5 | —             | —                      |

### Ігровий фільм
У липневому випуску Kiss 2017 року оголосили про ігровий фільм на основі манґи. Його режисером став Кендзі Сібаяма, а сценарій написав Кейко Каноме. Головні ролі зіграли Таканорі Івата і Хана Сугісакі. Він вийшов у кінотеатрах Японії 8 жовтня 2018 року. E-girls виконали головну тему фільму.
Гонконзький кінопрокатник Infinity спочатку мав випустити фільм у регіоні в жовтні 2018 року, однак Neofilms випустив його замість нього. Фільм відкрився в кінотеатрах Гонконгу 1 листопада 2018 року.

### Телевізійна драма
30 січня 2019 року анонсували телевізійну драму. Її режисером став Кеїтіро Сіракі, сценаристом — Маюмі Накатані, а головні ролі виконали Торі Мацудзака та Мідзукі Ямамото. Серіал транслювався на Fuji TV і Kansai TV, починаючи з 16 квітня 2019 року. Загалом вийшло десять серій.

## Сприйняття
Манґу визнали найкращою сьодзьо-манґою на 43-й премії Kodansha Manga Awards.
Ребекка Сільверман з Anime News Network похвалила перший том, зазначивши, що персонажі «добре продумані», а дослідження авторки в цій темі «очевидні», хоча вона дещо критично поставилася до художнього оформлення, сказавши, що воно може бути «непохитним, коли це потрібно». Шон Гаффні з A Case Suitable for Treatment також похвалив серіал за його персонажів та історію, підсумувавши: «Він не ідеальний, але я абсолютно готовий читати більше про цей світ». Демельза з Anime UK News також похвалив перший том, хоча й має змішані почуття щодо деяких його аспектів. У своєму огляді на другий том він похвалив манґу за те, що вона покращила деякі проблеми, які його турбували у попередньому томі, водночас зазначивши, що її може бути важко читати через теми, які в ній порушуються.